# Controradio (Firenze)

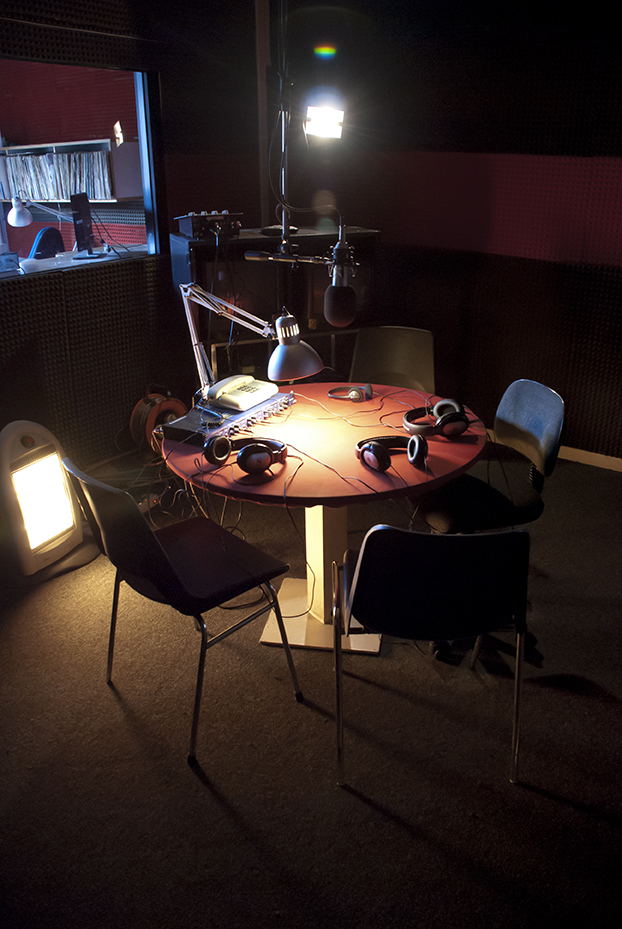
Uno studio radiofonico di Controradio (2013).

Controradio è un'emittente radiofonica di Firenze nata nel 1975.

## Il Movimento del '77
Costituitasi in cooperativa nel 1976, Controradio mosse i primi passi come emittente attenta alle culture giovanili e all'underground della città.
Partecipò al Movimento del '77 insieme ad altre radio "militanti" vicine all'Area di Autonomia Operaia. Per questo motivo fu la seconda radio libera in Italia, dopo Radio Alice di Bologna, ad essere chiusa dall'intervento della Polizia su ordine della Questura di Firenze.
Nell'agosto del 1977 fu la prima radio in Italia con un programma dedicato alla musica punk fenomeno appena nato in Gran Bretagna nell'inverno dello stesso anno.

## Controversie
In seguito agli insulti contro Giorgia Meloni durante un'intervista al professore Giovanni Gozzini, che poi è stato sospeso dall'università di Siena, il direttore Raffaele Palumbo ha consegnato la sua lettera per dimettersi. Il presidente Sergio Mattarella e il capo di governo Mario Draghi hanno telefonato entrambi a Meloni per condannare la condotta del docente universitario.